# Бадделеит
Бадделеит (ZrO2) — минерал подкласса простых окислов, (ZrO2), простой оксид циркония.
Впервые найден в 1892 году на Шри-Ланке и в Бразилии. Назван в честь Джозефа Бадделея, описавшего минерал на Шри-Ланке.

## Свойства
Является типичным минералом апатит-форстеритовых пород и магнетитовых руд, карбонатитов и доломит-флогопитовых пород массива. Кристаллы обыкновенно двойниковые, имеют пластинчатый вид. Отношение осей а:b:с = 0,9893:1:1,0216. Плеохроичен. Температура плавления — 2700 °C. В кислотах не растворяется.
В состав минерала входят Zr (74,03%) и O (25,97%).

## Использование
Бадделеит добывают для получения металлического циркония. Руда циркония. Также используется в качестве сырья для керамической промышленности и производства огнеупоров.

## Месторождения
Добывается в России на Ковдорском месторождении в Мурманской области, в Бразилии и в ЮАР, где расположено крупнейшее месторождение бадделеита — Пхалаборва.